# Wartowo

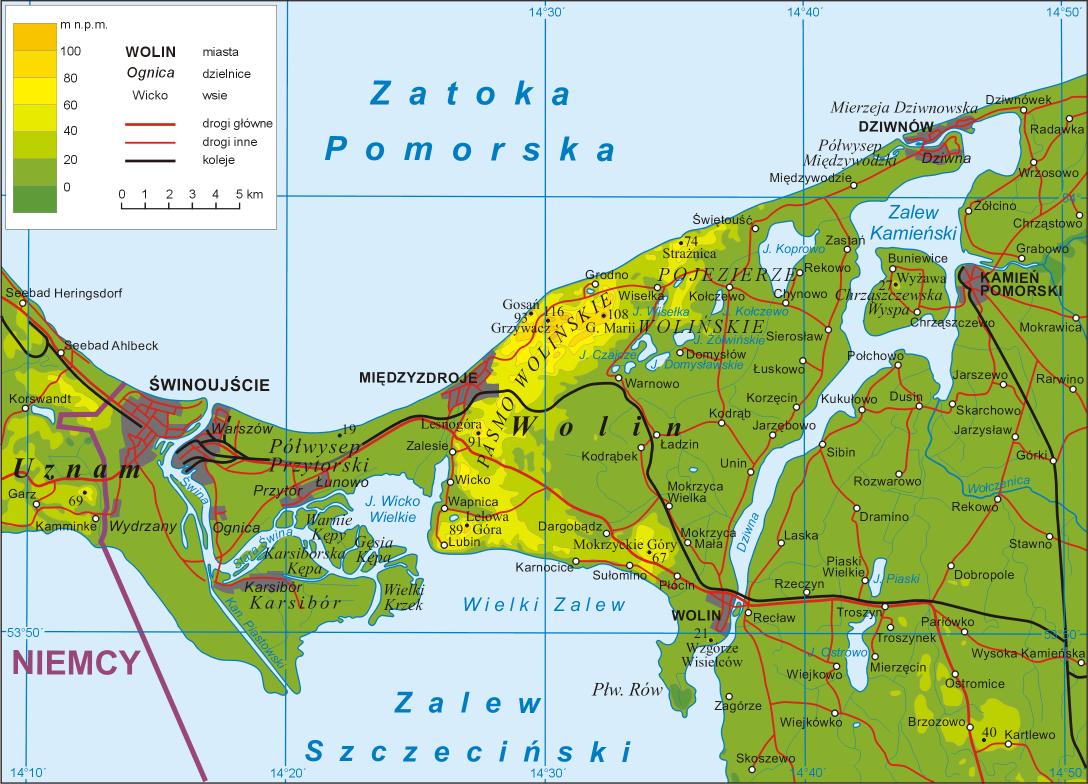
Mapa wyspy Wolin z Kołczewem, Wartowo - na północny wschód od wsi, nad jeziorem Koprowo

Wartowo – część wsi Kołczewo w Polsce, położona w województwie zachodniopomorskim, w powiecie kamieńskim, w gminie Wolin,  pobliżu jeziora Koprowo.
W latach 1975–1998 Wartowo administracyjnie należało do województwa szczecińskiego.
W 2007 roku ówczesny przysiółek Wartowo przyłączono do wsi Kołczewo.